# 心 (雑誌)
『心』（こころ）は、日本の月刊文芸雑誌、同人誌。保守系雑誌であったが、ほとんど同人雑誌に近かった。
安倍能成、武者小路実篤、辰野隆、長與善郎、佐藤春夫等を中心に、占領下において日本文化を擁護すべく、1948年（昭和23年）7月号より創刊した。最終号は1981年（昭和56年）7・8月合併号。
創刊号に武者小路実篤が書いた「互の個性はちがう、生きてゐる世界の範囲もちがう、ちがうから教はる点もあるわけだ。すべての人が同じ型になったり、同色になったりすることを自分達は喜ばない。皆勝手に自分の書きたいことを書く。そう言ふ雑誌にしたい。そして尊敬する人々の本音を聞きたい。お互に自己を少しも歪にせず、最深の本音を吐き出す雑誌にしたい。」という気持ちは、創刊号から終刊号までの33年間貫かれていた。1981年7・8月合併号（終刊号）とその前号・前々号に、創刊号から終刊号に至るまで「総目次」が掲載されている。
創作よりも随筆や人文研究の評論が多かった。基本的には同人誌であり、発行元は度々変更され、1959年前後からは平凡社が発行元だった。辰野隆が1964年に没するまで編さん代表で、1970年代初頭までは実篤が編さん代表だった。以後は串田孫一等が最終号まで編集を担当した。
大正教養世代の特色の強い雑誌で、執筆者・読者層共に明治生まれの世代が中心のため、1970年代に入ると同人の物故者が多くなったが、昭和生まれの高階秀爾や村上陽一郎、生松敬三等も執筆している。

## 同人

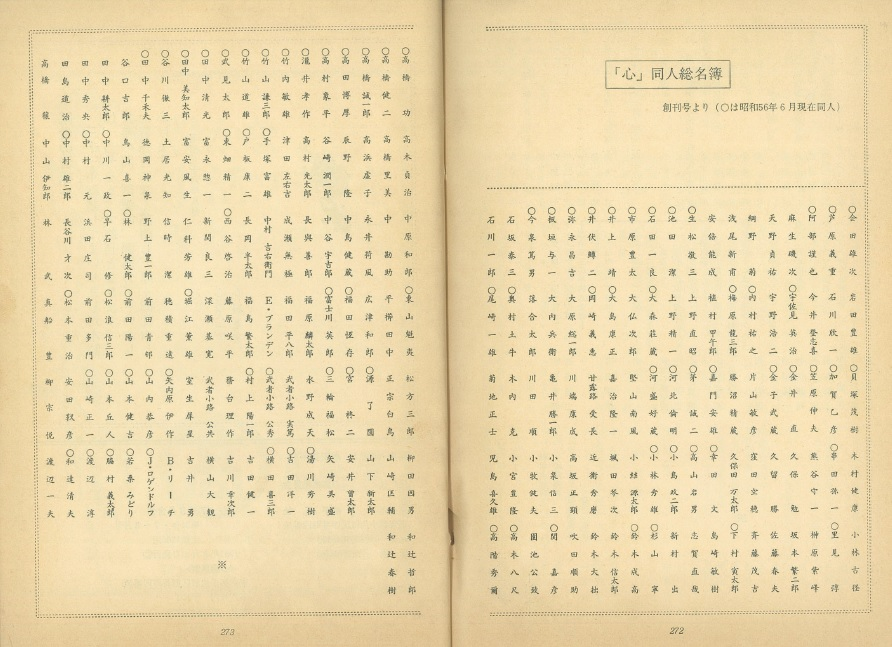
こころ（同人総名簿）

同人には、小説家、詩人、文学者、評論家にとどまらず、哲学者、画家、彫刻家、美術家、演劇評論家、歴史学者、科学者、数学者、医学者、物理学者など、幅広い人材が集っていた。
鈴木大拙、柳田國男、志賀直哉、小宮豊隆、中勘助、柳宗悦、和辻哲郎、天野貞祐、田中美知太郎、谷川徹三、新村出、福原麟太郎、竹山道雄、高田博厚、下村寅太郎、高坂正顕、松方三郎、嘉治隆一など、白樺派や漱石・森鷗外・西田幾太郎の弟子達で、旧制高校・旧帝国大学の教授出身者を軸に活動していた。　